# 디어크마라
디어크마라(학명:Dearcmhara shawcrossi)는 어룡목 안공룡과에 속하는 어룡이다. 지금은 멸종된 종으로서 전체적인 몸길이가 4.5m인 거대한 어룡에 속한다.

## 특징
디어크마라(스코틀랜드 게일어: "jark vara"(자르크 바라로 발음된다.)는 약 1억 7천만년전에 중생대의 쥐라기 초기부터 중기까지의 해양 파충류 속이며 스코틀랜드의 스카이 섬에서 발견된 화석 유적으로 알려져 있다. 모식종은 디어크마라 쇼크로시이다. 이 동물의 단편적인 화석 유적은 1959년에 아마추어 화석 사냥꾼에 의해 발견되어 박물관에 기증되었지만 2014년이 되어서야 과학 연구 프로젝트가 그 화석이 이전에 알려지지 않은 종이라는 것을 밝혀냈다. 디어크마라는 길이가 약 14피트(4.3미터)에 달하는 기초 신익룡 어류 공룡이다. 그것은 현재 스코틀랜드의 북서쪽에 있는 따뜻하고 얕은 바다에서 살았다. 스카이의 대부분은 그 당시에 물속에 있었고 나중에 유럽과 북아메리카가 될 육지 사이에 있는 큰 섬의 일부로 영국의 나머지 지역과 결합되었다. 모식종인 디어크마라 쇼크로시는 동물의 뼈에서 4개의 뼈만 남은 극도로 불완전한 상태로 발견되었다. 하지만 이것은 연구자들이 다른 어룡에서 볼 수 없는 독특한 특징을 확인하기에 충분했다. 뼈는 등, 꼬리, 지느러미에서 나오며 윗지느러미 뼈는 이 생물이 새로운 종이라는 강력한 증거를 제공한다. 그것은 큰 삼각형 돌기와 근육과 인대가 붙어있을 수 있는 깊은 구덩이를 가지고 있다. 모식종은 1959년에 스카이의 트로터니쉬 반도에 있는 베어레라이그 베이의 베어레라이그 사암층 치료법을 화석 사냥꾼 브라이언 쇼크로스에 의해 발견됐으며 그의 이름을 따 글래스고의 헌터리안 박물관에 기증했다. 디어크마라라는 속명은 스코틀랜드 게일어로 "해양 도마뱀"을 의미하며 화석에 게일어 이름이 붙여진 몇 안 되는 사례 중 하나이다. "jark vara"(IPA: d'rk v'r, 한국어 발음:자르크 바라)로 발음된다. 비록 이 화석은 수십 년 전에 수집되었지만 에든버러 대학, 스코틀랜드 국립 박물관, 헌터 박물관, 스코틀랜드 자연 유산, 스카이 섬의 스태핀 박물관의 전문가들이 50년동안 섬에서 발견된 화석 조각들을 연구하기 위해 모일 때까지 확인되지 않았다. 그것은 발견된 최초의 스코틀랜드 어룡 종이며 매우 희귀한 종류의 발견을 나타낸다. 이 발견은 2015년 1월 11일에 스코틀랜드 지질학 저널에 게재된 [[연구]에서 발표되었으며 화석은 2015년 1월 18일에 에딘버러에 있는 아워 다이아믹 어스 방문객 어트랙션에서 하루 동안 전시되었다. 더 컨버세이션(한국어로 해석하여 통역하면 대화가 된다.)이란 웹사이트에 기고한 이 연구의 주 저자인 스티븐 루이스 브르사테는 언론이 이 발견을 신화적인 네스호의 괴물과 비교하는 것은 불가피했지만 디어크마라는 "훨씬 더 흥미로웠다"고 말했다. 그는 브라이언 쇼크로스가 이 화석을 보관하거나 팔기 보다는 기증하는 데 있어 중요한 역할을 했고 스코틀랜드로부터 많은 다른 쥐라기 화석을 물려받은 운명에 주목하고 아마추어 수집가들에게 그들의 발견물을 과학에 기부하는데 있어서 쇼크로스의 사례를 반드시 따를 것을 호소했다. 디어크마라는 양턱엔 총 20~25개의 날카로운 톱니 모양의 이빨들을 가지고 있다. 먹이로는 당대에 서식했던 물고기, 갑각류, 두족류를 주로 잡아먹고 살았을 육식성의 어룡으로 추정되는 종이다.

## 생존시기와 서식지와 화석의 발견
디어크마라가 생존했었던 시기는 중생대의 쥐라기 초기와 중기로서 지금으로부터 1억 8000만년전~1억 4500만년전에 생존했었던 종이다. 생존했었던 시기에는 유럽을 중심으로 하는 북동부 대서양, 지중해, 북극해에서 주로 서식했었던 어룡이다. 화석의 발견은 1959년에 유럽의 국가 중에 하나인 스코틀랜드의 쥐라기에 형성된 지층에서 유럽의 고생물학자들에 의하여 처음으로 화석이 발견되었으며 이후인 2015년에 정식종으로 등록되어 새롭게 명명된 종이다.

## 같이 보기
- 파충류
- 중생대
- 쥐라기
- 어룡
- 화석